# NGC 6545
NGC 6545 é uma galáxia elíptica (E1) localizada na direcção da constelação de Pavo. Possui uma declinação de -63° 46' 33" e uma ascensão recta de 18 horas, 12 minutos e 14,9 segundos.
A galáxia NGC 6545 foi descoberta em 20 de Junho de 1835 por John Herschel.